# جبال روبي
جبال روبي هي سلسلة جبال تقع في المقام الأول داخل مقاطعة إلكو مع امتداد صغير إلى مقاطعة وايت باين في نيفادا ، الولايات المتحدة . يتم تضمين معظم النطاق في غابة Humboldt-Toiyabe الوطنية. يصل النطاق إلى الحد الأقصى للارتفاع 11,387 قدم (3,471 م) على قمّة روبي دوم. إلى الشمال يكون Secret Pass و East Humboldt Range ومن هناك تمتد سلسة الجبال الي الجنوب الغربي لحوالي 80 ميل (130 كـم) . إلى الشرق يكمن وادي روبي ، وإلى الغرب يكمن هنتنغتون ووادي لامويل. جبال روبي هي المجموعة الوحيدة من الجبال في أمريكا الشمالية التي تم ادخال طيور بها : ديوك الثلج الهيمالانية
تم تسمية «روبي» على اسم العقيق التي عثر عليها المستكشفون الأوائل. تظهر النواة المركزية للنطاق الجبلي أدلة واسعة على التجلد خلال العصور الجليدية الأخيرة ، بما في ذلك الأخاديد على شكل حرف U ، والموران ، والوديان المعلقة ، وجبال الجرانيت المنحوتة بشدة ومنحدرات cirques . يمكن رؤية كل هذه الميزات من طريق لامويل كانيون الذي يبلغ طوله 12 ميلًا. وهو طريق وطني للغابات الخلابة يتقاطع مع لامويل كانيون، يدخل النطاق بالقرب من بلدة لامويل.

## الميزات الرئيسية

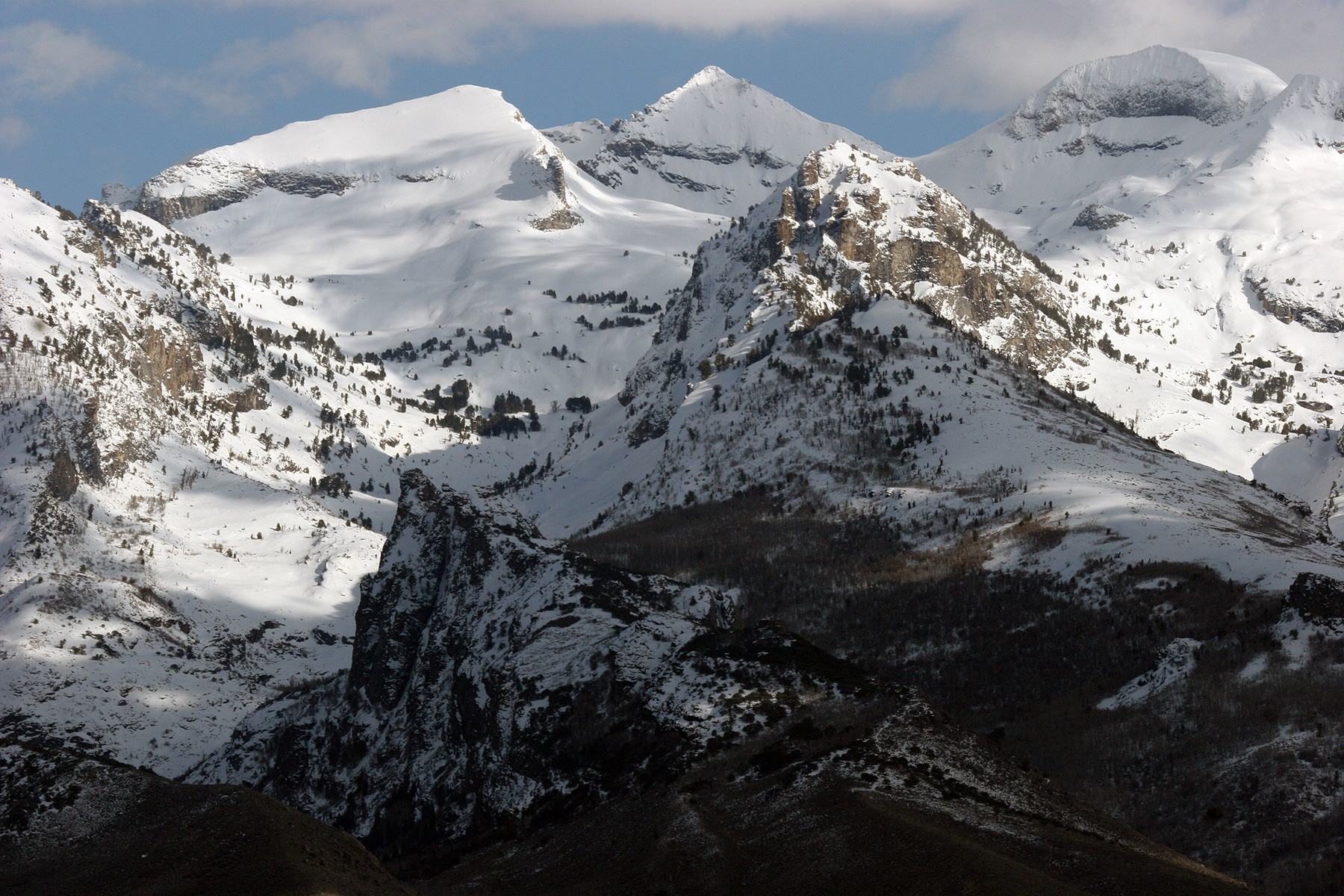
أعلى قمم جبال روبي على اليمين ، الصورة من سبرينغ كريك

تشمل الوديان الرئيسية لامويلي كانيون (وفروعها توماس و Right Fork Canyons )، Seitz Canyon ، Box Canyon and Kleckner Canyon.
تتطرق الأودية إلى الشمال إلى الجذع الرئيسي لنهر هومبولت فوق إلكو ، بينما تشكل مجموعة من الأخاديد فوق أراضي تي-ماك القبلية منابع الشوكة الجنوبية لنهر هومبولت. تشمل القمم الرئيسية في المركز المركزي للمجموعة روبي دوم ، وتوماس بيك ، وليبرتي بيك ، وجبل فيتزجيرالد ، وفيردي بيك ، وسنو ليك بيك ، وجبل سيليمان ، وجبل جيلبرت . تشمل القمم البارزة جنوبًا King و Wines و Tipton و Pearl Peaks. شمال النواة المركزية ، تشمل القمم الهامة قمة رجل الجبل العجوز وقمة الجندي.

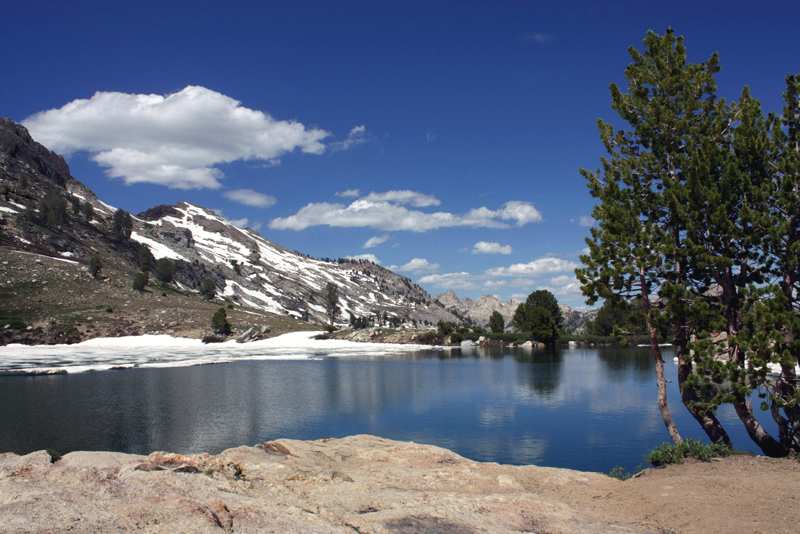
بحيرة لامويل

حفرت الأنهار الجليدية أحواضًا أصبحت الآن بحيرات ألبية.الأكبر فيها يقع في النواة المركزية للمجموعة، وتشمل البحيرات صدى ، الحرية ، فافر ، لامويلي ، القلعة ، و جريسوولد ، بينما توجد بحيرات أصغر أيضا في النواة المركزية ذات المناظر الخلابة مثل جزيرة ، الدولار ، فيردي ، الثلج ، صندوق ، وبحيرات سيتز . إلى الشمال توجد بحيرات جندي ،مخفي ،بارد و روبينسون ، بينما في الجنوب بحيرات شمال فورلونج وأوفرلاند . تتدفق المياه التي يجمعها القسم الجنوبي من نهر روبي إلى وادي روبي المجاور لتشكيل محمية بحيرة روبي الوطنية للحياة البرية.

## علم البيئة

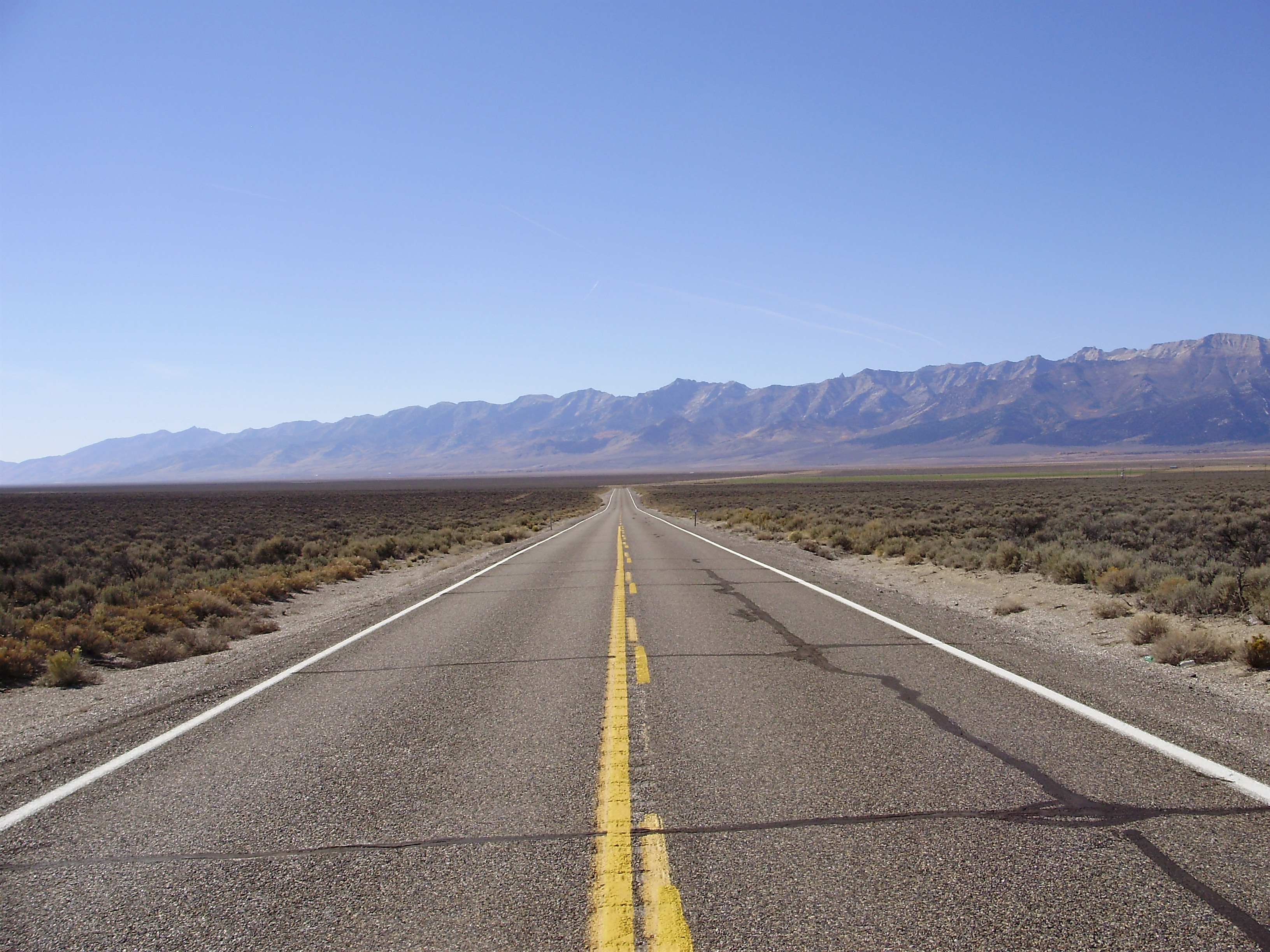
المنحدرات الشرقية لجبال روبي ينظر إليها من 229 ريال في وادي روبي

الحوض الشرقي أكثر رطوبة من الجزء الغربي في منطقة ظل المطر في سلسلة جبال سييرا نيفادا . الرطوبة التي جمعها هذا النطاق عالي الارتفاع عززت التجلد الجليدي البليستوسيني الثقيل وما زالت تدعم مجموعة واسعة من النباتات والحيوانات. وتغطي أشجار الحور الارتفاعات المنخفضة ، بينما تسود أشجار الصنوبر الأبيض والورقي في الارتفاعات الأعلى. الماعز الجبلي ، الأغنام الكبيرة ، الغزلان البغل ، أسود الجبل ، المرموط ، القندس ، وبيكا هم من السكان المحليين للمنطقة. تم إدخال مجموعة من ديوك الثلج الهيمالانية من باكستان ، وهي تزدهر بين المنحدرات العالية. تحتوي الجداول ، وخاصة في المنحدرات الغربية ، على مجموعات من السلمون المحلي من نوع لاهونتان أو هومبولت ، ولكن يتم تهجين العديد من هؤلاء السكان مع سلمون قوس قزح أو تم تهجيرهم بواسطة السلمون البني و سلمون بروك ، وكلها كانت مخزنة لأغراض الصيد قبل أن تكون الآثار على أنواع السلمون المحلية مفهومة جيدا.

## جيولوجيا المنطقة
جبال روبي هي جزء من منطقة الحوض والمراعي التي تشكلت نتيجة لتمدد صفيحة أمريكا الشمالية . الصدوع العادية على الجوانب الشرقية والغربية من النطاق تفصلها عن الأحواض على جانبيها. جبال روبي هي مثال على مجمع لب متحول ، وتم استخراج صخور القشرة الوسطى والسفلى إلى السفح لصدع انفصال كبير. يمكن تتبع منطقة القص الميلوني على طول الصدع على الهامش الغربي لجبال روبي ، مما يشير إلى الاتصال بين الصخور النارية والمتحولة في المجمع الأساسي والصخور الرسوبية غير المشوهة حوله. عموما, توجد الصخور العميقة في الجزء الشمالي من جبال روبي أكثر من الجزء الجنوبي. 

## المنطقة برية
تم تعيين الأجزاء المرتفعة من النطاق الجبلي كمنطقة جبال روبي البرية في عام 1989. يتم الحفاظ على وادي سيتز المعزول و Echo Canyons كمنطقة بحثية خاصة بيئيًا.
درب روبي كريست الترفيهي القومي يلتف من ممر هاريسون شمالًا حوالي 40 ميل (64 كـم) إلى أعلى طريق رود إند في لامويل كانيون. يمكن العثور عل الممر الترفيهي الرئيسي في لامويل و Soldier Canyons على الجانب الغربي من النطاق الجبلي ، وفي Overland Lake Trailhead إلى اتجاه الشرق. 

## روابط خارجية
- خدمة الغابات الأمريكية
- SummitPost.org